# 管口修正量
管口修正量為管樂器共振管長與實際管長的差，形成原因為管樂器內空氣共振時，同時帶動管外空氣共振，管口修正量的詳細數值隨著內徑曲線、管壁厚度、內徑大小而有不同。
開管經驗式為管徑0.8倍，閉管經驗式為管徑0.3倍